# توماس س. فيرغسون
توماس س. فيرغسون (بالإنجليزية: Thomas C. Ferguson)‏ هو دبلوماسي أمريكي، ولد في 27 نوفمبر 1933 في هندرسون في الولايات المتحدة.